# Baal-gad
 (avril 2021).
Si vous disposez d'ouvrages ou d'articles de référence ou si vous connaissez des sites web de qualité traitant du thème abordé ici, merci de compléter l'article en donnant les références utiles à sa vérifiabilité et en les liant à la section « Notes et références ».
 (mai 2021).

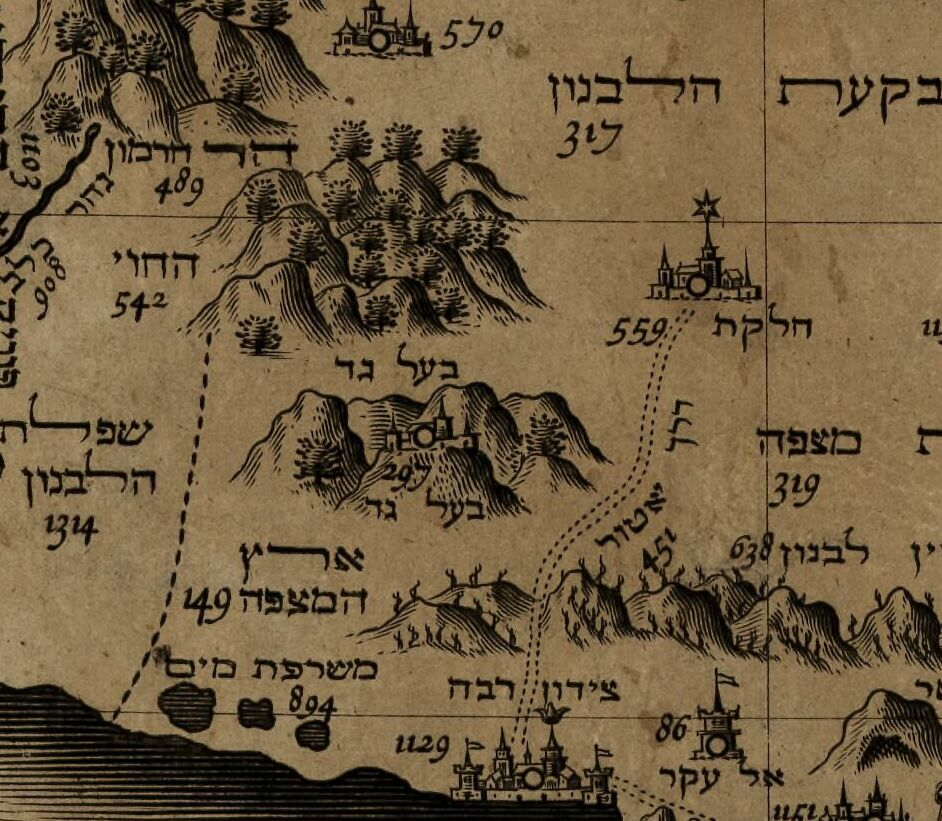
La ville de Baal-Gad représenté dans un ouvrage de Yakov ben Abraham Zaddik (1621). Exemplaire conservé à la Bibliothèque nationale de France :

Baal-Gad était une ville cananéenne située dans la vallée du Liban, au pied d'Hermon, près de la source du Jourdain. 

## Étymologie
Il tire probablement son nom du culte de Baal. 

## Emplacement
Son emplacement exact est incertain, mais il est généralement considéré comme Hasbaya dans le Wadi et-Teim ou un site à proximité.
Easton suggère que son représentant moderne est Banias. Certains ont supposé que c'était la même chose que Baalbek.

## Historique
C'était le point le plus septentrional vers lequel s'étendent les conquêtes de Josué. 